# Ivchenko AI-20
AI-20 là loại động cơ máy bay tuốc bin cánh quạt được phát triển bởi cục thiết kế Ivchenko vào những năm 1950. Với mục đích dùng cho các máy bay vận tải tầm trung và xa, loại động cơ này đã được chế tạo với số lượng lớn để trang bị trên các chiếc An-8, An-10, An-12, An-32, Beriev B-12, Ilyushin Il-18, Il-20, Il-22 và Il-38.
AI-20 là loại động cơ tuốc bin khí đầu tiên do Oleksandr Ivchenko thiết kế. Loại động cơ này đã cạnh tranh với động cơ Kuznetsov NK-4 trong việc trang bị cho loại máy bay Ilyushin Il-18 và Antonov An-10 mới. Cả hai động cơ này đều được thử nghiệm trên các chiếc Il-18 thử nghiệm và động cơ của Ivchenko đã thắng trong cuộc thử nghiệm này để đưa vào sản xuất hàng loạt. Ban đầu thời gian sử dụng của động cơ này khá thấp chỉ khoảng 600 đến 750 giờ năm 1964 nhưng sau đó đã được nâng lên từ 6.000 đến 7.000 giờ, mẫu hiện tại có thời gian sử dụng là 20.000 đến 22.000 giờ.

## Các phiên bản
- AI-20: Mẫu nguyên bản với công suất 4.000 hp dùng cho An-10 và An-12.
- AI-20D: Mẫu có công suất 5.180 hp thiết kế năm 1956 dùng cho An-8, An-32 và Be-12.
- AI-20DK: Mẫu dùng cho thủy phi cơ Be-12FS cũng như An-32.
- AI-20K: Mẫu dùng cho Il-18.
- AI-20M: Mẫu có công suất 4.250 hp dùng cho An-12BK, An-32, IL-18D và IL-38.